# Eurybia jemima
Eurybia jemima är en fjärilsart som beskrevs av William Chapman Hewitson 1869. Eurybia jemima ingår i släktet Eurybia och familjen Riodinidae. Inga underarter finns listade i Catalogue of Life.